# Novaïa Lialia
Novaïa Lialia (en russe : Новая Ляля) est une ville de l'oblast de Sverdlovsk, en Russie, et le centre administratif du raïon de Novaïa Lialia. Sa population s'élevait à 12 367 habitants en 2013.

## Géographie
Novaïa Lialia est située sur le flanc oriental de l'Oural, à 245 km — 306 km par la route — au nord de Iekaterinbourg. Novaïa Lialia est arrosée par la rivière Lialia, un affluent de la rive droite de la Sosva. 

## Histoire
Novaïa Lialia fut fondée en 1723 près d'une fonderie de cuivre, qui ferma en 1744. En 1906, une gare ferroviaire y fut ouverte sur la nouvelle ligne Kouchva – Serov. Au début du XXe siècle, la ville développa de nouvelles activités industrielles : traitement du bois et fabrication de papier. Novaïa Lialia accéda au statut de commune urbaine en 1928, puis à celui de ville en 1938.

## Population
Recensements (*) ou estimations de la population
| 1926* | 1939*  | 1959*  | 1970*  | 1979*  |
| ----- | ------ | ------ | ------ | ------ |
| 7 023 | 14 888 | 17 767 | 16 977 | 16 963 |

| 1989*  | 2002*  | 2010*  | 2012   | 2013   |
| ------ | ------ | ------ | ------ | ------ |
| 15 681 | 14 584 | 12 734 | 12 540 | 12 367 |

## Économie
La principale entreprise de Novaïa Lialia est la société OAO Novolialinski TsBK (en russe : ОАО "Новолялинский ЦБК") qui fabrique du papier d'emballage, des sacs en papier et du carton.